# Tag der Organspende
Der Tag der Organspende ist ein deutscher Aktionstag, der seit 1983 jedes Jahr am ersten Samstag im Juni stattfindet.
Selbsthilfeverbände wie die AHG-Selbsthilfe, Patientenverbände zum Thema Transplantation wie zum Beispiel der Bundesverband der Organtransplantierten, der Bundesverband Niere, der Verein Lebertransplantierte Deutschland e. V. sowie die Deutsche Stiftung Organtransplantation, die Bundeszentrale für gesundheitliche Aufklärung, die Deutsche Transplantationsgesellschaft und die Stiftung Über Leben klären an diesem Tag über die Organspende/Organtransplantation auf und machen so auf das Thema Organspende aufmerksam. An dem Tag der Organspende soll zusätzlich allen Organspendern gedankt werden. Der Fernsehmoderator Dennis Wilms moderiert seit einigen Jahren die Veranstaltung.
Zentrale Bestandteile der Veranstaltung sind ein ökumenischer Dankgottesdienst und die Aktion „Geschenkte Lebensjahre“.

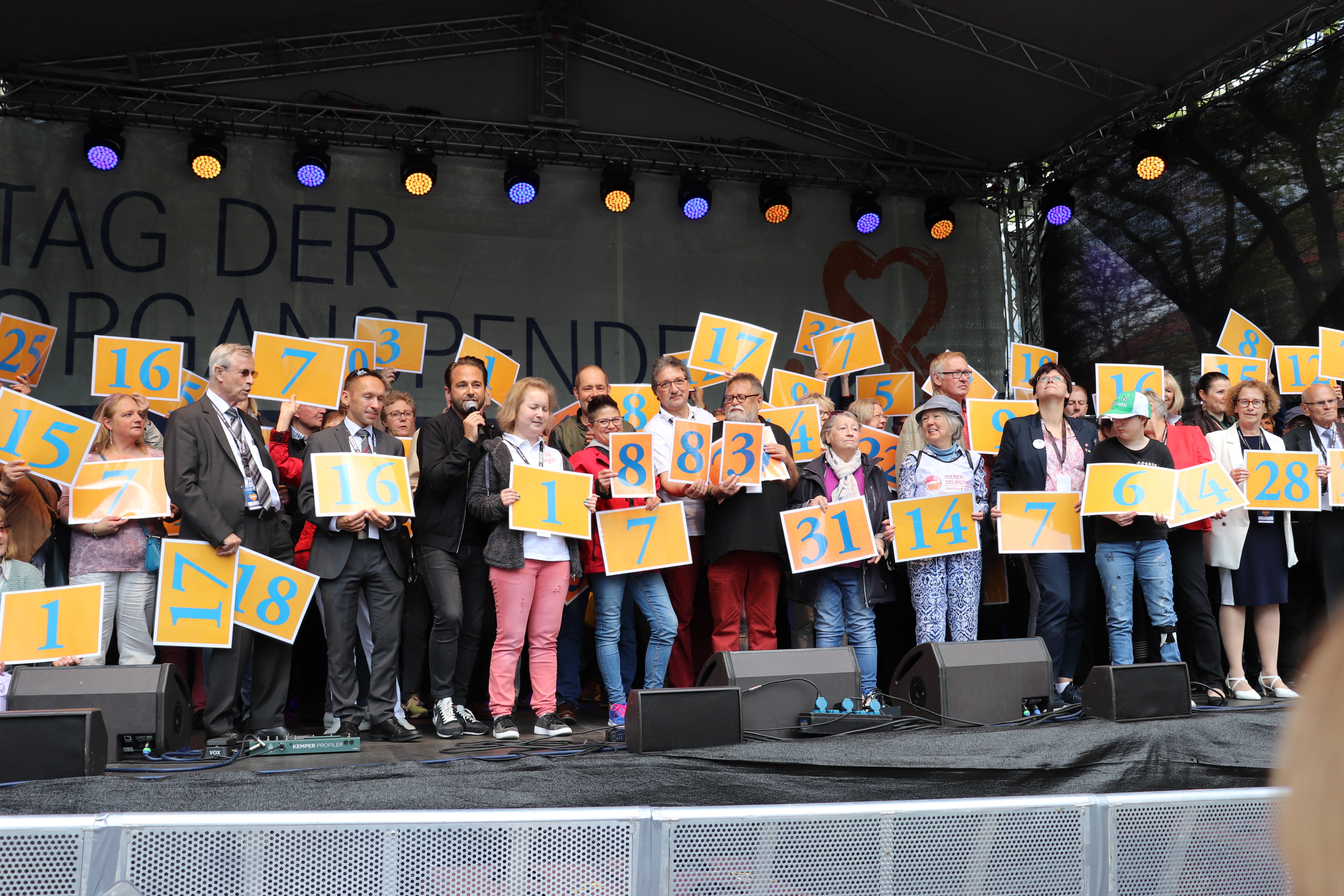
Bei der Aktion „Geschenkte Lebensjahre“ (2019): Menschen mit Spenderorganen zeigen auf Schildern, um wie viele Jahre die Transplantation bisher ihr Leben verlängert hat.

## Zentrale Großveranstaltungen
Die bundesweit stattfindenden Veranstaltungen werden seit einigen Jahren durch eine zentrale Großveranstaltung in wechselnden Städten ergänzt:
- 2008: Ulm (Baden-Württemberg)[4]
- 2009: München (Bayern)[5]
- 2010: Hannover (Region Nord: Bremen, Hamburg, Niedersachsen, Schleswig-Holstein)[6]
- 2011: Frankfurt (Region Mitte: Hessen, Rheinland-Pfalz, Saarland)[7]
- 2012: Dresden (Region Ost: Sachsen, Sachsen-Anhalt, Thüringen)[8]
- 2013: Essen (Nordrhein-Westfalen)[9]
- 2014: Stuttgart (Baden-Württemberg)[10]
- 2015: Hannover (Region Nord: Bremen, Hamburg, Niedersachsen, Schleswig-Holstein)[11]
- 2016: München (Bayern)[12]
- 2017: Erfurt (Region Ost: Thüringen)[13]
- 2018: Saarbrücken (Region Mitte: Saarland)[14]
- 2019: Kiel (Region Nord: Schleswig-Holstein)[15]
- 2020: Halle (Saale) (Sachsen-Anhalt)[16] Die Veranstaltung fand aufgrund der Corona-Pandemie nur virtuell statt und sollte am 5. Juni 2021 in Halle nachgeholt werden. Am Tag der Organspende 2020, dem 6. Juni, wurde bekannt, dass die Bereitschaft zur Organspende trotz Corona – bis auf Hessen – bundesweit etwa gleich geblieben war.[17]
- 2022: fand der bundesweite Aktionstag mit seiner zentralen Veranstaltung in Mainz statt. Es wurde auf das immer größer werdende Problem der fehlenden Organspenden hingewiesen, insbesondere da die Zahlen seit Jahresbeginn stark eingebrochen sind. Die Wartezeit auf ein Spenderorgan ist inzwischen auf mehr als acht Jahre angewachsen.[18][19]
- 2023: Düsseldorf (Nordrhein-Westfalen)[20]
- 2024: Freiburg im Breisgau (Baden-Württemberg)[21]
- 2025: Regensburg (Bayern)[22]